# سان نو مارو دونو

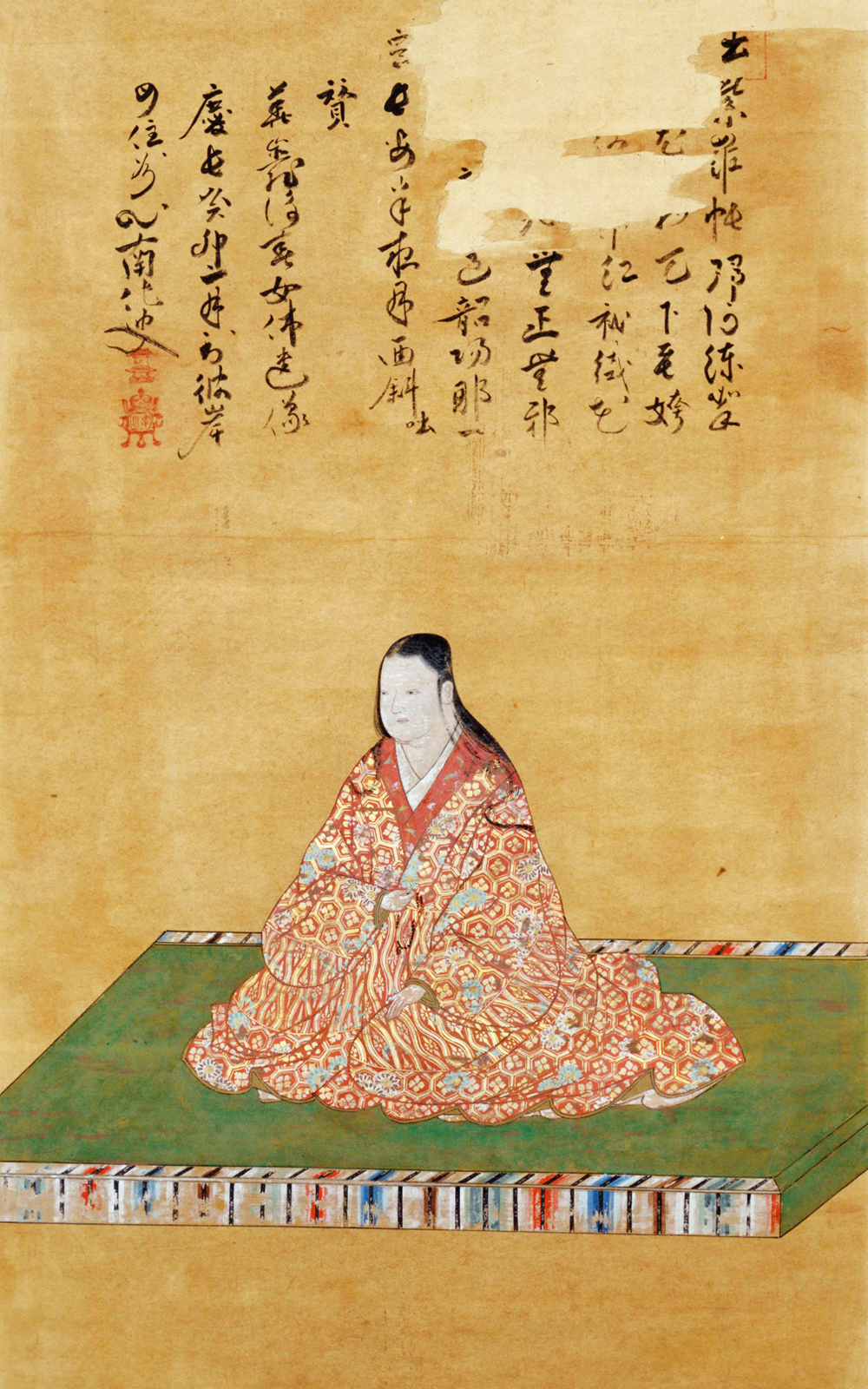
تصویری از سان نو مارو دونو

سان نو مارو دونو (به ژاپنی: 三の丸殿)، شویواین دونو (به ژاپنی: 韶陽院殿)، (تولد نامشخص – مرگ ۳ مارس، ۱۶۰۳) ششمین دختر دایمیوی ژاپنی اودا نوبوناگا بود و مادر وی جیدوکواین نام داشت. وی نخست همسر غیراصلی تویوتومی هیده‌یوشی بود و سپس به همسری نیجو آکیزانه درآمد. این در حالی بود که دخترخواندهٔ نوبوناگا بنام «ساگو نو کاتا» نیز همسر غیراصلی نیجو آکیزانه بود. وی فرزندی از خود نداشت. 